# Нестеренко Юрій Володимирович
Юрій Володимирович Нестеренко (рос. Юрий Владимирович Нестеренко; нар. 18 травня 1956, Харків, УРСР) — радянський футболіст та російський тренер, виступав на позиції захисника.

## Кар'єра гравця
Вихованець харківського футболу. Футбольну кар'єру розпочав у 1975 році в складі першоліговому харківського «Металіста». Дебютував у футболці харківського клубу 28 червня 1975 року в переможному (3:2) виїзному поєдинку 16-го туру Перщої ліги проти сімферопольської «Таврії». Юрій вийшов на поле на 65-й хвилині, замінивши Романа Шподарунка. У складі «Металіста» зіграв 11 матчів.
У 1976 році перейшов до складу друголігового бєлгородського «Салюта», зіграв 15 матчів у чемпіонаті СРСР й по ходу сезону перебрався до пермської «Зірки». Дебютував у футболці пермського колективу 13 липня 1976 року в нічийному (1:1) виїзному поєдинку 20-го туру Першої ліги проти казанського «Рубіна». Нестеренко вийшов на поле в стартовому складі, а на 63-й хвилині його замінив Анатолій Маляров. Єдиним голом у кар'єрі футболіста відзначився 18 серпня 1977 року на 84-й хвилині нічийного (1:1) домашнього поєдинку 24-го туру Першої ліги проти московського «Спартака». Юрій вийшов на поле на 40-й хвилині, замінивши Володимира Соловйова. У футболці «Зірки» зіграв 52 матчі та відзначився 1 голом. По завершенні сезону 1978 року закінчив кар'єру футболіста.

## Кар'єра тренера
Тренерську діяльність розпочав на чолі СКА (Ростов-на-Дону). У 1992 році працював головним тренером «Торпедо» (Адлер). З 1994 року по 2000 рік працював на різноманітних посадах в сочинській «Жемчужині», в тому числі з 23 серпня 1997 року по 11 січня 1998 року був головним тренером сочинського колективу. З 2001 по 2002 рік очолював «Кузбас-Динамо» та «Автомобіліст» (Ногінськ). У 2002 році допомагав тренувати «Тобол» (Курган). У 2006 році працював начальником команди «Кузбас-Динамо». З 2008 по 2010 рік тренував клуби «Жемчужина-Сочі», «Кавказтрансгаз-2005» та «Таганрог».